# Pamela Brown
Pamela Mary Brown (Londres, 8 de julho de 1917 - Avening, 19 de setembro de 1975) foi uma atriz britânica vencedora do prêmio Emmy.

## Filmografia
- One of Our Aircraft Is Missing (1942) - Els Meertens
- I Know Where I'm Going! (1945) - Catriona
- Death of a Rat (1946, telefilme) - Yolan
- Alice in Wonderland (1949) - The Queen of Hearts (voz)
- The Tales of Hoffmann (1951) - Nicklaus
- The Second Mrs. Tanqueray (1952) - Paula Tanqueray
- Personal Affair (1953) - Evelyn
- Baker's Dozen (1955, telefilme) - Mrs. Carewe
- Now and Forever (1956) - Mrs. Grant
- Dark Possession (1959, telefilme) - Charlotte Bell Wheeler
- The Scapegoat (1959) - Blanche
- The House in Paris (1959, telefilme) - Naomi
- Victoria Regina (1961, TV Movie) - Duchess of Kent
- Cleopatra (1963) - High Priestess
- Becket (1964) - Eleanor of Aquitaine
- The Witness (1966, telefilme) - Madame Pontreau
- A Funny Thing Happened on the Way to the Forum (1966) - High Priestess
- Half a Sixpence (1967) - Mrs. Washington
- Secret Ceremony (1968) - Hilda
- On a Clear Day You Can See Forever (1970) - Mrs. Fitzherbert
- Figures in a Landscape (1970) - Widow
- Wuthering Heights (1970) - Mrs. Linton
- The Night Digger (1971) - Mrs. Edith Prince
- Dracula (1973, telefilme) - Mrs. Westenra
- In This House of Brede (1975, telefilme) - Dame Agnes